# Capela Real do Rio de Janeiro

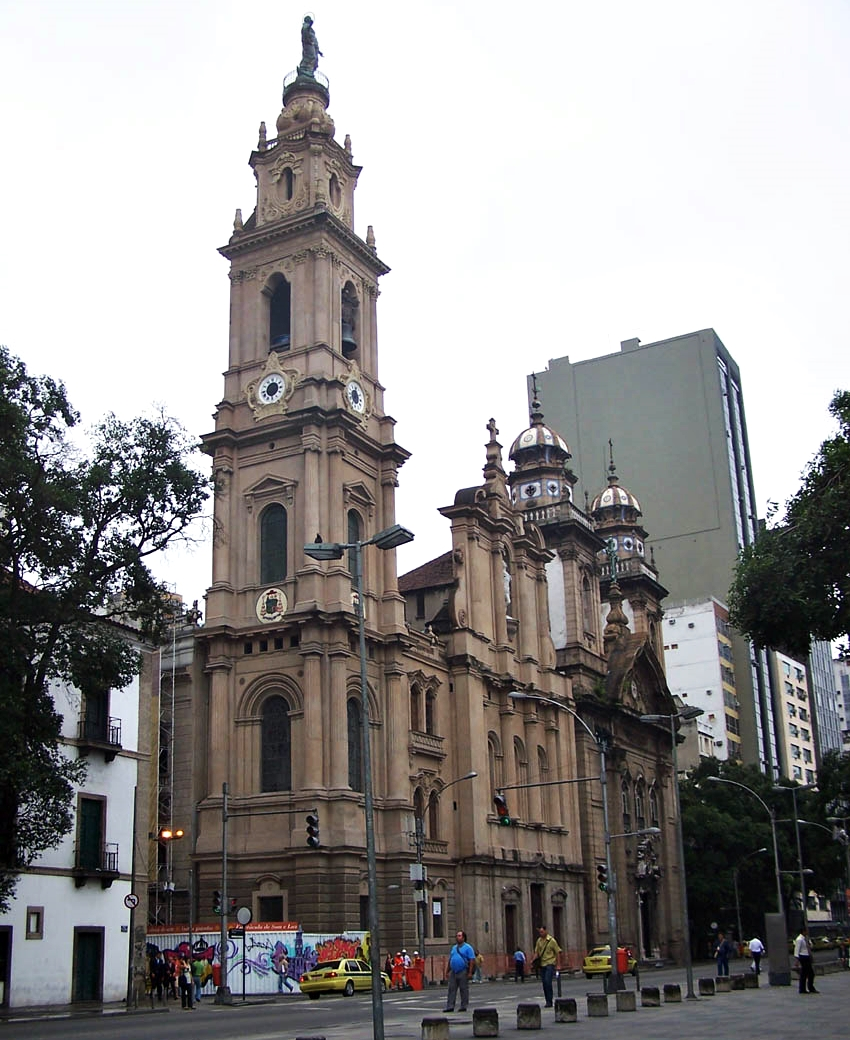
A Antiga Sé do Rio, onde funcionou a Capela Real

A Capela Real, ou Real Capela, foi uma instituição fundada no Rio de Janeiro pelo príncipe regente de Portugal, João, com a incumbência de organizar as celebrações religiosas assistidas pela família real, notabilizando-se principalmente pela qualidade da música apresentada nessas ocasiões.
Suas origens remontam à Capela Real lisboeta, mantida pelos reis de Portugal desde muito antes. Quando a família real se transferiu para o Brasil em 1808, em fuga da invasão napoleônica de Portugal, foi necessário recriar a Capela no Rio de Janeiro, que se tornara a nova sede da corte. Antes de sua chegada as funções de capela da corte dos vice-reis eram desempenhadas pela Igreja de Nossa Senhora do Rosário e São Benedito dos Pretos, que era também na época a Catedral da cidade. Como esta não tinha a suntuosidade considerada necessária para os ofícios régios, o estatuto de Catedral foi atribuído à Igreja de Nossa Senhora do Monte do Carmo, muito mais ricamente decorada, e que tinha a vantagem adicional de ser próxima da primeira residência da família real, o Paço dos Vice-reis. A transferência das funções, com todo o pessoal do cabido, mais cantores e instrumentistas, foi ordenada por alvará de 15 de junho de 1808, devendo ser realizada com a maior brevidade. No mesmo ato, à Catedral era atribuído o estatuto de Capela Real. O príncipe regente, insatisfeito também com a pobreza do cerimonial, decidiu então dotar a Capela com privilégios e rendas, a serem cobradas das igrejas das três ordens militares dos domínios ultramarinos.

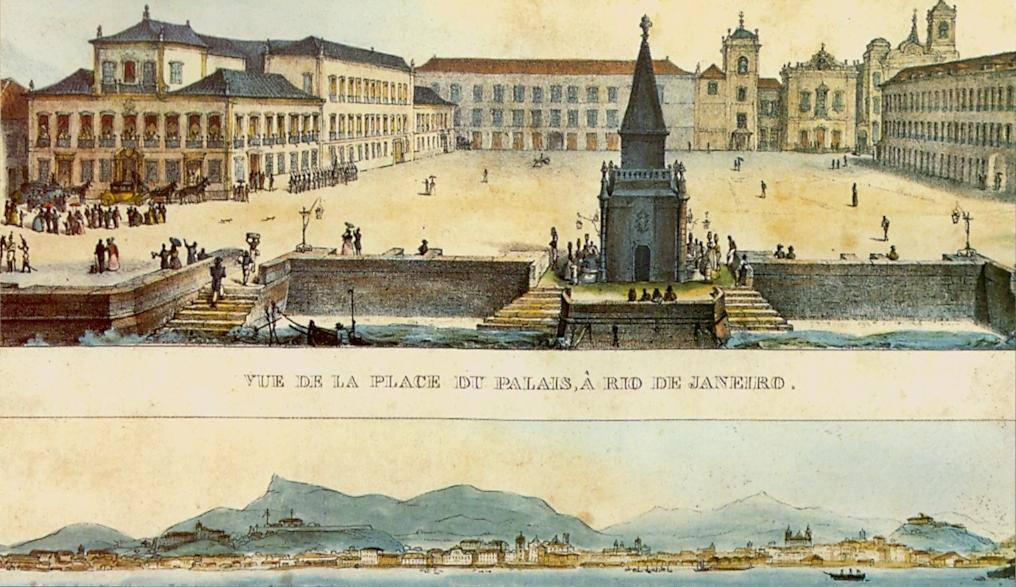
Na parte superior, a atual Praça XV, do lado esquerdo o Paço Imperial (sede do governo Colonial, Real e Imperial) ao fundo o Convento e Igreja do Carmo (onde Pedro I e Pedro II foram coroados) e o Chafariz do Mestre Valentim, na frente. Na parte inferior um panorama da cidade com destaque o Corcovado. De Jean-Baptiste Debret, em 1830.

Apesar das ordenações reais, a mudança não se operou tranquilamente, ocorrendo diversas disputas de poder entre os clérigos portugueses e brasileiros. Ocupava a função de mestre-de-capela dos vice-reis o padre José Maurício Nunes Garcia, que foi logo confirmado pelo regente como de mestre-de-capela e organista da Capela Real. A nova instituição funcionou irregularmente nos primeiros meses, e seu estatuto só foi regulamentado em 4 de agosto de 1809. Vários músicos que haviam viajado com a corte foram aproveitados, mas o conjunto não foi considerado de qualidade suficiente, nem era capaz de atender a todas as demandas que surgiram, com inúmeras festividades e cerimônias sendo constantemente realizadas.
A partir de 1809 iniciou-se a contratação de mais pessoal. Marcos Portugal e Fortunato Mazziotti foram designados como mestres-de-capela auxiliares, chegando também os músicos Manuel da Câmara, José Capranica, Antônio Pedro Gonçalves, Carlo Mazziotti, Salvador Sartori e Antônio José de Araújo, nomeado segundo organista. No ano seguinte, iniciou a contratação de castrati, incluindo José Gori, Antonio Cicconi, Giovanni Francesco Faccioni, Marcello Tani, Pasquale Tani, Francesco Realli e Angelo Tinelli.
Ao longo dos anos a Capela Real passou por várias mudanças em seu corpo de músicos, mas em seu auge manteve cerca de cinquenta cantores e cerca de cem instrumentistas. Suas interpretações foram louvadas por todos os viajantes estrangeiros, sendo considerado um dos melhores grupos musicais das Américas, uma prova do apreço que João dedicava à música. A Capela Real foi de grande importância no desenvolvimento da música brasileira; ali participaram alguns dos mais insignes artistas ativos no Brasil na época, entre eles José Maurício, Marcos Portugal, Francisco Manuel da Silva e Damião Barbosa de Araújo; muitos dos músicos eram negros ou pardos, e a presença de vários estrangeiros renomados, mais a disponibilidade de acesso à vasta biblioteca musical trazida por João, contribuíram para estabelecer no cenário nacional novas práticas musicais e introduzir novos referenciais estéticos. Depois do regresso de João VI à Europa as atividades declinaram sensivelmente. Transformada em Capela Imperial por ocasião da ascensão de Pedro I ao trono brasileiro, depois de sua abdicação, numa conjuntura econômica difícil, suas atividades foram ainda mais reduzidas. O sucessor, Pedro II, reativou-a parcialmente, mas foi extinta com a Proclamação da República do Brasil.